# Saison 2 de Glow Up: Britain's Next Make-Up Star
La deuxième saison de Glow Up : Britain's Next Make-Up Star est diffusée pour la première fois du 14 mai au 2 juillet 2020 sur la chaîne BBC Three.
La saison est présentée par Stacey Dolley et le panel de juges est composé de Dominic Skinner et de Val Garland. Le casting est composé de dix candidats et est annoncé le 5 mai 2020 sur Instagram.
Le gagnant de la saison reçoit un contrat d'assistant avec les plus grands maquilleurs.
La gagnante de la saison est Ophelia Liu, avec comme second James Mac Inerney.

## Candidats
| Candidat            | Âge | Classement  |
| ------------------- | --- | ----------- |
| Ophelia Liu         | 23  | Gagnante    |
| James Mac Inerney   | 25  | Second      |
| Eve Jenkins         | 25  | 3ème place  |
| Hannah Cunningham   | 25  | 4ème place  |
| Berny Ferr          | 22  | 5ème place  |
| Brandon Gaunt       | 25  | 6ème place  |
| Jake Oakley         | 19  | 7ème place  |
| Keziah Joy Saunders | 21  | 8ème place  |
| Shanice Croasdaile  | 25  | 9ème place  |
| Ashley H Mac        | 24  | 10ème place |

## Progression des candidats
| Candidat | 1    | 2    | 3    | 4    | 5    | 6    | 7    | 8    | 8         |
| -------- | ---- | ---- | ---- | ---- | ---- | ---- | ---- | ---- | --------- |
| Ophelia  | SAFE | SAFE | WIN  | SAFE | WIN  | SAFE | SAFE | SAFE | GAGNANTE  |
| James    | SAFE | SAFE | SAFE | WIN  | BTM2 | SAFE | SAFE | SAFE | SECOND    |
| Eve      | SAFE | SAFE | SAFE | SAFE | WIN  | WIN  | WIN  | SAFE | TROISIÈME |
| Hannah   | SAFE | SAFE | SAFE | BTM2 | SAFE | BTM2 | ELIM |      |           |
| Berny    | WIN  | SAFE | BTM2 | SAFE | ELIM |      |      |      |           |
| Brandon  | SAFE | WIN  | SAFE | ELIM |      |      |      |      |           |
| Jake     | BTM2 | SAFE | ELIM |      |      |      |      |      |           |
| Keziah   | SAFE | SAFE | QUIT |      |      |      |      |      |           |
| Shanice  | SAFE | ELIM |      |      |      |      |      |      |           |
| Ashley   | ELIM |      |      |      |      |      |      |      |           |

 Le candidat a gagné la saison.
 Le candidat est arrivé second.
 Le candidat est arrivé en troisième position.
 Le candidat a gagné le défi professionnel.
 Le candidat a été en danger d'élimination après le premier défi mais a été déclaré sauf après le deuxième défi.
 Le candidat était sauf après le premier défi mais a été en danger d'élimination après le deuxième défi.
 Le candidat a été en danger d'élimination.
 Le candidat a gagné le défi professionnel et a été en danger d'élimination après le deuxième défi.
 Le candidat a décidé de quitter la compétition.
 Le candidat a été éliminé.
 Le candidat a été en danger d'élimination après le premier défi et a été éliminé.

## Face-à-faces
| Épisode | Candidats | Candidats | Candidats | Défi                                                       | Candidat éliminé |
| ------- | --------- | --------- | --------- | ---------------------------------------------------------- | ---------------- |
| 1       | Ashley    | vs.       | Jake      | Un ombré lip                                               | Ashley           |
| 2       | Brandon   | vs.       | Shanice   | Des taches de rousseur réalistes                           | Shanice          |
| 3       | Berny     | vs.       | Jake      | Un trait de liner graphique                                | Jake             |
| 4       | Brandon   | vs.       | Hannah    | Utiliser trois couleurs pour créer un draping              | Brandon          |
| 5       | Berny     | vs.       | James     | Une reproduction exacte du maquillage d'un œil sur l'autre | Berny            |
| 6       | Eve       | vs.       | Hannah    | Des lèvres colorées                                        | Aucun            |
| 7       | Eve       | vs.       | Hannah    | Un maquillage des yeux arc-en-ciel                         | Hannah           |
| Épisode | Candidats | Candidats | Candidats | Défi                                                       | Gagnante         |
| 8       | James     | vs.       | Ophelia   | Un parfait smokey eye et des lèvres rouges                 | Ophelia          |

 Le candidat a été éliminé après son premier face-à-face.
 Le candidat a été éliminé après son deuxième face-à-face.
 Le candidat a été éliminé après son troisième face-à-face.
 Le candidat a gagné le face-à-face.

## Épisodes
| Épisode | Titre                                   | Date de première diffusion |
| --- | --------------------------------------- | -------------------------- |
| 1 | "Ad Campaign"                           | 14 mai 2020                |
| - Juge invité : Min Sandhu - Défi professionnel : En équipes, créer un maquillage doré ou un maquillage argenté pour une publicité pour JD Sports - Gagnant du défi professionnel : Berny - Défi créatif : Créer un maquillage sur soi-même représentant son identité - Candidats risquant l'élimination : Ashley, Jake - Défi éliminatoire : Créer un ombré lip - Candidat éliminé : Ashley          |                                         |                            |
| 2 | "Fashion Week"                          | 21 mai 2020                |
| - Juge invité : Henry Holland - Défi professionnel : Créer un maquillage pour la Fashion Week de Londres - Gagnant du défi professionnel : Brandon - Défi créatif : Créer un maquillage représentant son icône - Candidats risquant l'élimination : Brandon, Shanice - Défi éliminatoire : Créer des taches de rousseur réalistes - Candidat éliminé : Shanice                                        |                                         |                            |
| 3 | "Theater Makeup"                        | 28 mai 2020                |
| - Juge invité : Ashley Roller - Défi professionnel : Reproduire un des maquillages de la comédie musicale Le Roi lion - Gagnant du défi professionnel : Ophelia - Défi créatif : Créer un maquillage représentant un masque révélant plus qu'il ne cache - Candidats risquant l'élimination : Jake, Berny - Défi éliminatoire : Créer un trait de liner graphique - Candidat éliminé : Jake           |                                         |                            |
| 4 | "Fashion Editorial"                     | 4 juin 2020                |
| - Juge invité : Andrew Gallimore, Michelle Visage - Défi professionnel : Créer un maquillage éditorial pour le magazine Attitude - Gagnant du défi professionnel : James - Défi créatif : Créer un maquillage inspiré d'une culture club - Candidats risquant l'élimination : Brandon, Hannah - Défi éliminatoire : Utiliser trois couleurs pour créer un draping - Candidat éliminé : Brandon        |                                         |                            |
| 5 | "Special Effects"                       | 11 juin 2020               |
| - Juge invité : Megan Thomas - Défi professionnel : Créer un maquillage avec des prothèses pour la série télévisée Holby City - Gagnant du défi professionnel : Eve, Ophelia - Défi créatif : Créer un maquillage représentant sa phobie - Candidats risquant l'élimination : Berny, James - Défi éliminatoire : Reproduire à l'identique un maquillage d'un œil à l'autre - Candidat éliminé : Berny |                                         |                            |
| 6 | "Strictly Come Dancing"                 | 18 juin 2020               |
| - Juge invité : Lisa Armstrong - Défi professionnel : Créer un maquillage pour les danseurs de Strictly Come Dancing - Gagnant du défi professionnel : Eve - Défi créatif : Créer un maquillage de super-héros - Candidats risquant l'élimination : Eve, Hannah - Défi éliminatoire : Créer des lèvres pailletées - Candidat éliminé : Aucune                                                         |                                         |                            |
| 7 | "Beauty Editorial"                      | 25 juin 2020               |
| - Juge invité : John Rankin Waddell - Défi professionnel : Créer un maquillage avec pour thème le futur - Gagnant du défi professionnel : Eve - Défi créatif : Créer un maquillage inspiré de l'un des quatre éléments - Candidats risquant l'élimination : Eve, Hannah - Défi éliminatoire : Créer un maquillage des yeux arc-en-ciel - Candidat éliminé : Hannah                                    |                                         |                            |
| 8 | "The Finale: A Master Class at Harrods" | 2 juillet 2020             |
| - Juge invité : Annalise Fard, Anastasia Soare - Défi professionnel : Tenir une masterclass devant un public - Défi créatif : Créer un maquillage sur le thème de l'évolution - Gagnant de la deuxième saison de Glow Up : Britain's Next Make-Up Star : Ophelia |                                         |                            |